# Curia
A Curia é uma aldeia portuguesa localizada na freguesia de Tamengos, pertencente ao concelho de Anadia. Nela podem encontram-se as famosas termas com o mesmo nome. Local de grande procura na primeira metade do século XX, estando bastante presente a arquitectura Belle Époque e Arte Nova, teve posteriormente um período de algum abandono. Actualmente, após alguns programas de recuperação e investimento, tornou-se novamente num local procurado, não apenas para tratamentos, mas também para relaxar, passear, desfrutar de vários locais de prática desportiva e ainda pela sua diversão nocturna.
O local era já conhecido pelos romanos, que conheciam as nascentes e as exploravam, e lhe deram o nome de Aqua Curiva (água que cura), que veio a dar origem ao seu nome actual.

## Termas da Curia

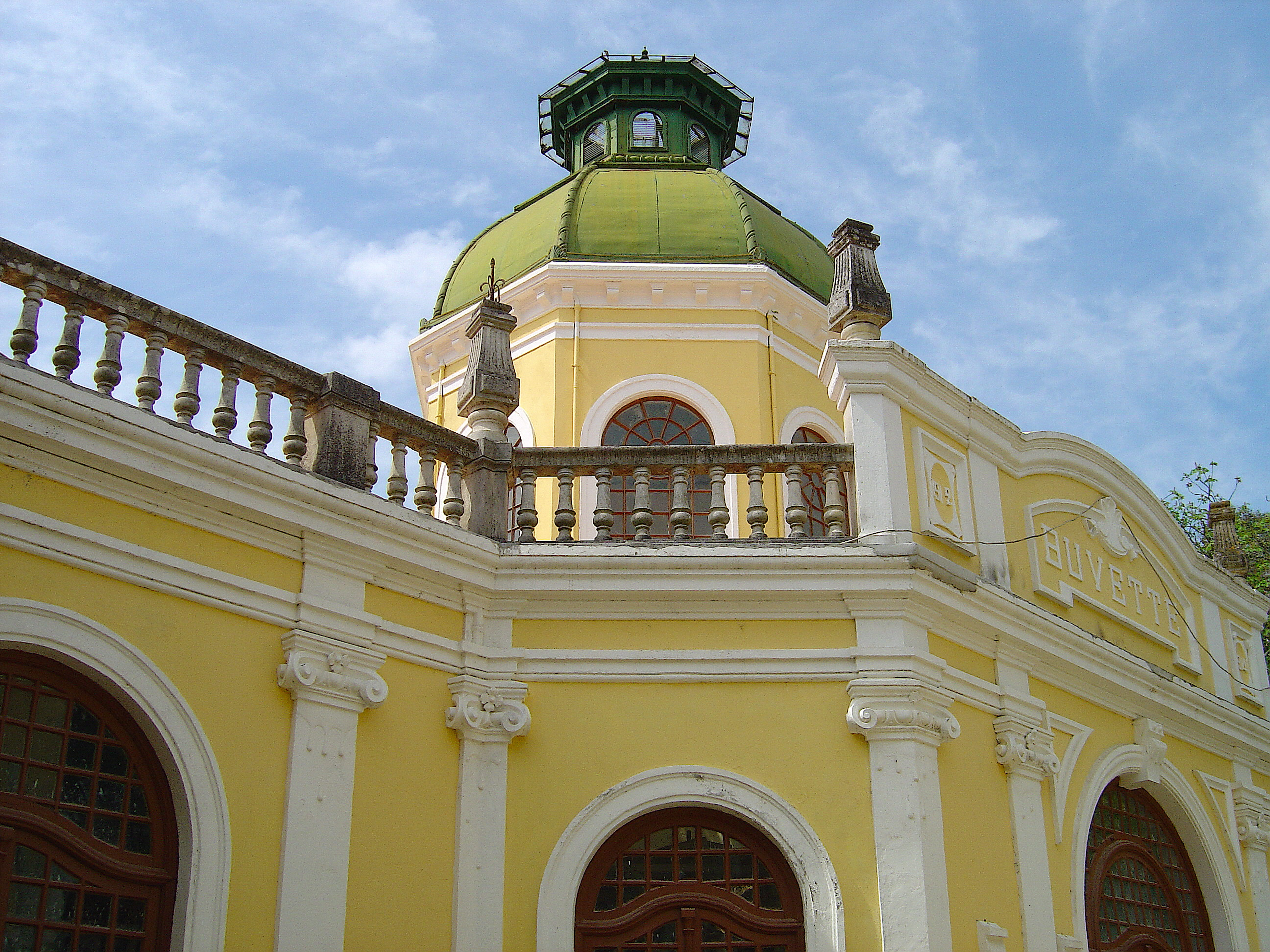
Buvete das termas da Curia.

As águas termais da Curia são de natureza sulfatada cálcica e magnesiana e são especialmente indicadas no tratamento de doenças metabólico-endócrinas (nomeadamente gota), cálculos renais e infecções urinárias, hipertensão arterial, doenças reumáticas e musculo-esqueléticas, sendo diversas as formas de tratamento que são disponibilizadas nas termas, de que são exemplo a ingestão oral, os banhos de imersão, várias técnicas de duche, hidromassagem, piscina, calores húmidos, entre outras.
As termas da Curia são das mais antigas estâncias termais do país, sendo conhecidas desde o tempo da ocupação romana, mas estiveram esquecidas durante vários séculos até que em 1865, um dos engenheiros (La Chapelle) que dirigia as obras ferroviárias da Linha do Norte, tendo ouvido falar das águas da Curia, tentou os seus benefícios para uma doença de pele que sofria e para a qual parecia não haver cura.[carece de fontes?] O facto de ter ficado curado após os banhos nas águas termais divulgou as qualidades das ditas águas não só em Portugal mas também em França, de onde era original La Chapelle.
A iniciativa para aproveitar convenientemente estas águas partiu do Dr. Luís Navega que, ainda como estudante da Universidade de Coimbra, conseguiu que o Professor Charles Lepierre (químico de renome e docente na Escola Industrial de Coimbra) fizesse um estudo profundo, surgindo o primeiro trabalho acerca destas águas em 1897, a Análise Química das Águas Minero-Medicinais da Curia da Mata. Em 1900, por iniciativa de Albano Coutinho e juntamente com o Dr. Luís Navega (já como médico) foi constituída a Sociedade das Águas da Curia, S.A., que obteve o alvará régio de concessão de exploração das Águas da Curia em 1902.
As termas tiveram o seu período áureo entre as décadas de 1920 e 1950, quando eram procuradas por termalistas de todo o país e do estrangeiro. Aos termalistas eram então oferecidas outras infra-estruturas de lazer como uma sala de chá, uma sala de casino e um cinema, que se encontram agora fechados e em recuperação. À medida que o turismo termal foi decaindo, assim também aconteceu à Curia, que, para não perder a atracção de outrora, teve de se voltar para outras vertentes. Mantendo as possibilidades termais das suas instalações e juntamente com o novo edifício termal concluído em 1993, as termas apresentam agora também modernos centros de beleza, massagens e relaxamento, alargando assim o leque de potenciais turistas que poderão visitar a Curia.

## Património
- Parque das termas — Parque com cerca de 14 hectares que rodeia o complexo termal e o Hotel das Termas, onde, por entre as belas matas e jardins, se podem encontrar zonas de merenda, campos de ténis, um circuito de manutenção, e um lago artificial com cerca de 1 km²[carece de fontes?], que quando foi construído se tornou no maior lago artificial da Península Ibérica, e onde se podem fazer calmos passeios de barco ou de "gaivota".
- Palace Hotel da Curia — Hotel do estilo Arte Nova inaugurado em 1926, do arquitecto Manuel Joaquim Norte Júnior, vencedor de 5 prémios Valmor. Entre os vários equipamentos, destaca-se a piscina de dimensões olímpicas, construída em 1934, sendo a segunda mais antiga do país.
- Hotel do Parque Curia — Hotel do estilo Arte Nova construído de raiz para hotel e em funcionamento desde 1922. Da autoria do arquitecto Ramos da Silva, o hotel mantém-se ainda hoje em funcionamento, pertencendo à mesma família há 4 gerações.
- Estação de Caminho de Ferro — Uma destacada estação da região, ricamente decorada com azulejos a retratar as tradicionais actividades locais, como as vindimas e o assar do leitão da Bairrada.
- Campo de golfe — Em funcionamento desde 2004, com 9 buracos e atravessado pelo Rio Cértima. É a mais recente infraestrutura turística da Curia.

## Eventos
- Festa do Leitão e do Espumante — Realiza-se em Agosto e é destinada a promover estes dois produtos, ex-libris da região.
- Festa das Vindimas — Realiza-se em Setembro e serve para recordar as vindimas à moda antiga, estado presentes exposições de artefactos e ranchos folclóricos e etnográficos.